# Danh sách môi trường phát triển tích hợp
Dưới đây là danh sách các môi trường phát triển tích hợp

## Các môi trường phát triển tích hợp nguồn mở/miễn phí

### Các môi trường phát triển tích hợp đa nền miễn phí

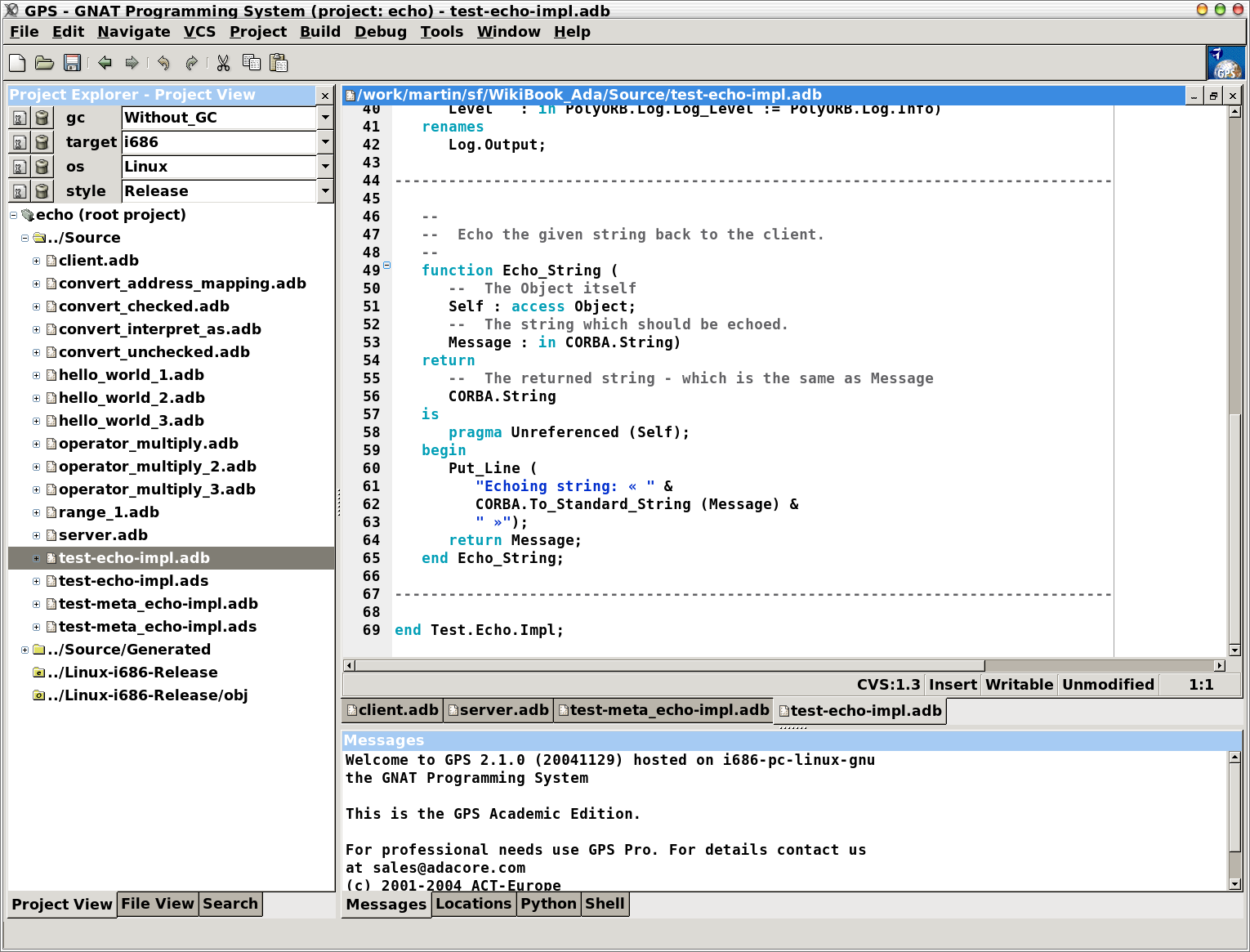
GNAT Programming Studio với mã nguồn] ngôn ngữ lập trình Ada.

- GNAT Programming Studio hỗ trợ các hệ điều hành: GNU/Linux, MS Windows, Solaris, Sparc và có thể làm việc với các ngôn ngữ lập trình: Ada, C, C++ và Python
- Trình soạn thảo văn bản VIM có thể chạy trên 14 hệ điều hành với 39 trình biên dịch khác nhau. Ta cũng có thể mở rộng VIM để làm việc với các ngôn ngữ và các trình biên dịch khác.
- Môi trường phát triển phần mềm trực quan GNAVI là một thay thế của Delphi và Visual Basic. Bản GNAVI dành cho Microsoft Windows có nhiều tính năng tương tự như Borland Delphi và Visual Basic. Phiên bản này cũng đang được phát triển cho các hệ điều hành Mac OS X, Linux và các hệ kiểu Unix.
- Emacs (và XEmacs) là một trong số các môi trường phát triển tích hợp phổ biến và linh hoạt nhất hiện nay, tuy nhiên, nó lại có nhiều chế độ và dòng lệnh phức tạp nên không được quan tâm nhiều.
- Code::Blocks, môi trường phát triển tích hợp nguồn mở dành cho hệ điều hành Windows và Linux. Code::Blocks hỗ trợ GCC (MinGW / Linux GCC), VC++ Toolkit, Digital Mars Compiler, Borland C++ 5.5 và Open Watcom.
- Lazarus cũng là một thay thế của Borland Delphi phát triển từ Free Pascal, để tạo ra các ứng dụng với giao diện giống như trên chính hệ điều hành đang chạy.

### Các môi trường phát triển tích hợp miễn phí dành cho Windows

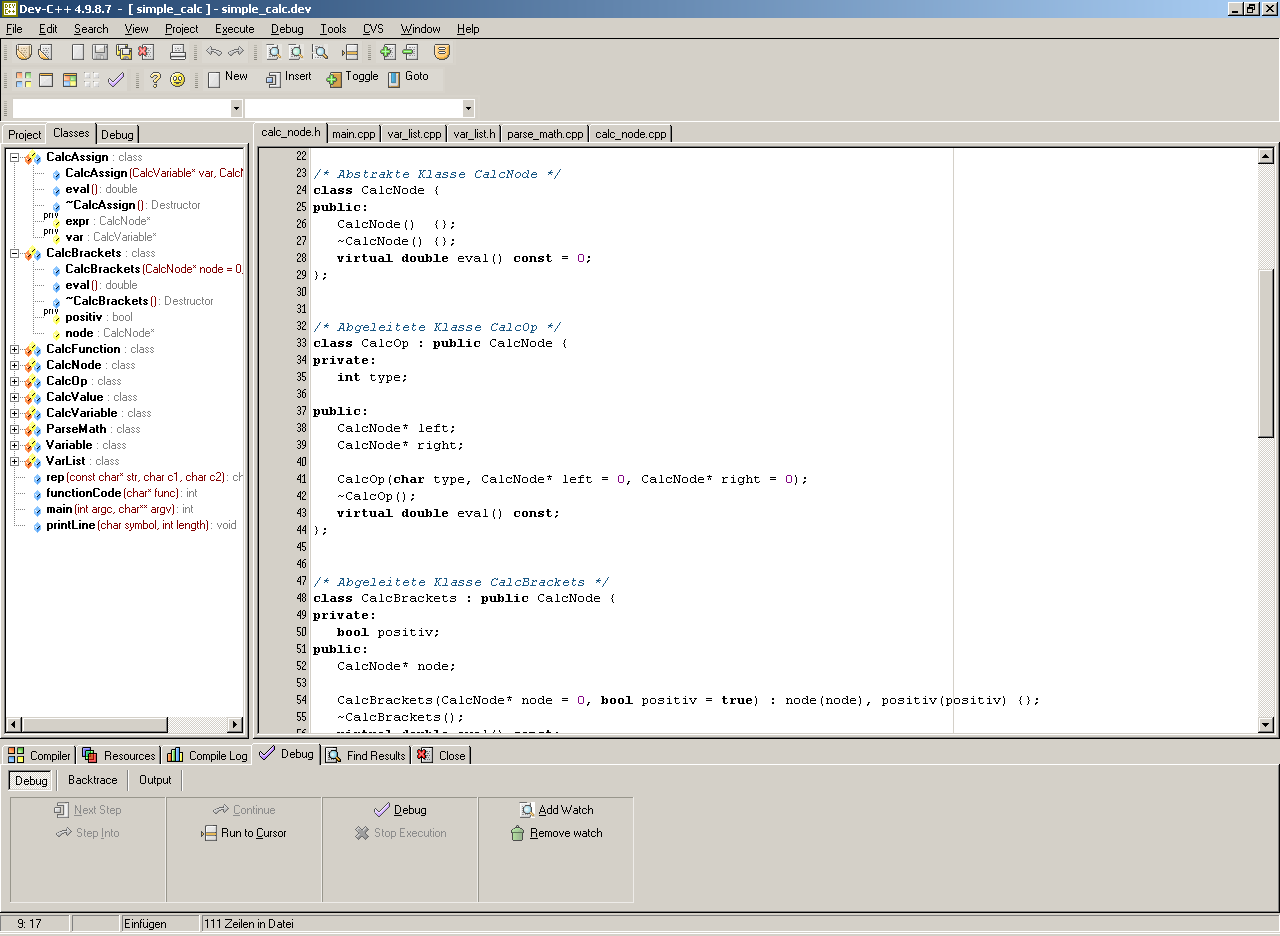
Dev-C++, một môi trường phát triển tích hợp miễn phí dành cho Windows

- Dev-C++, một môi trường phát triển tích hợp miễn phí, nguồn mở dành cho hệ điều hành Windows, sử dụng MinGW.
- SharpDevelop, cũng là một môi trường phát triển nguồn mở làm việc được với C#/VB.NET và các ngôn ngữ .NET khác.
- Maguma Open Studio
- FBSL (Freestyle Basic Language) Lưu trữ ngày 23 tháng 5 năm 2017 tại Wayback Machine là một môi trường phát triển tích hợp có giao diện ký tự, dùng để để lập trình FBSL cho Windows

### Các môi trường phát triển tích hợp miễn phí dành cho Linux/Unix

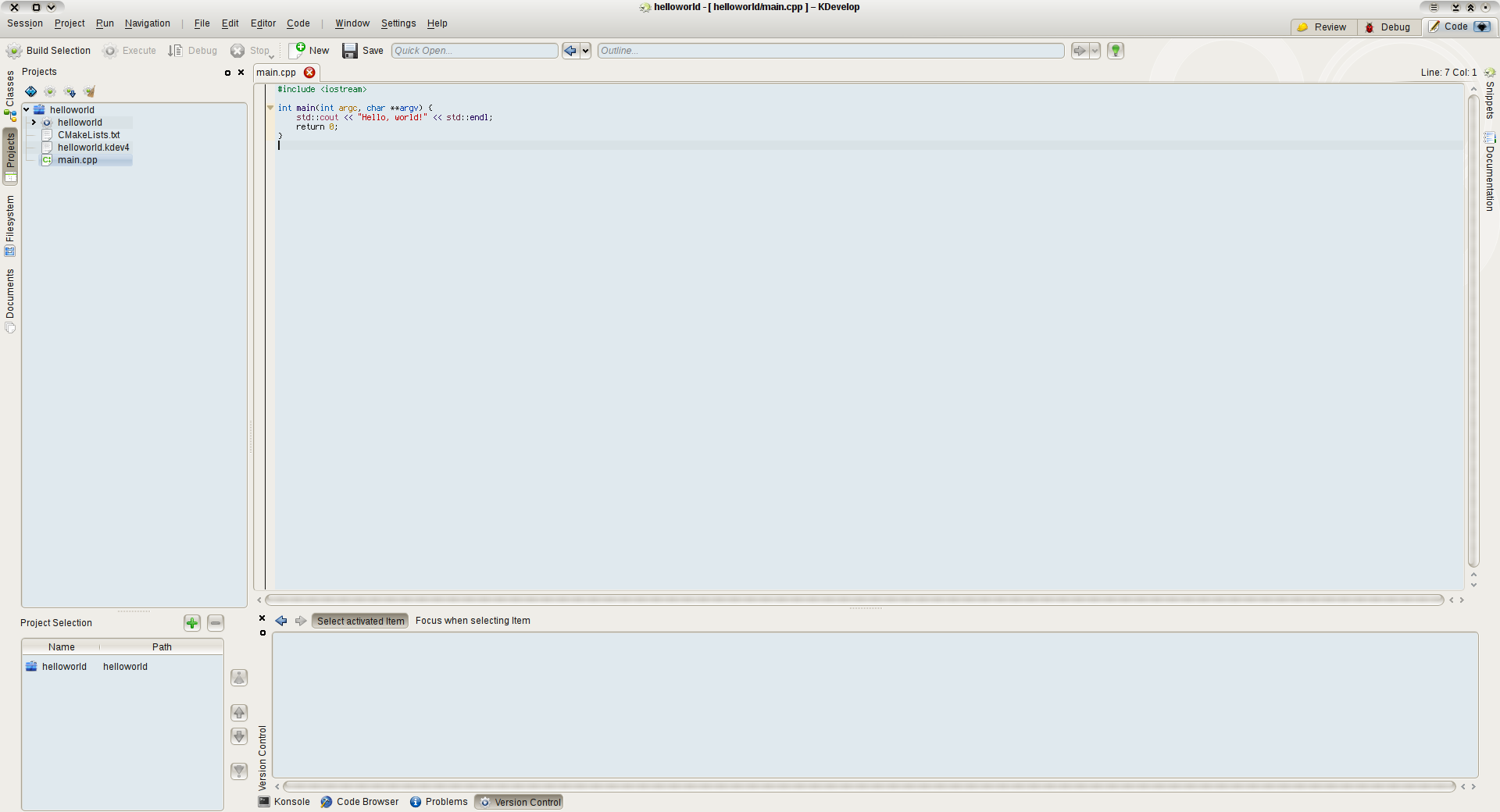
KDevelop, một môi trường phát triển tích hợp miễn phí cho Linux/Unix

- KDevelop là một môi trường phát triển tích hợp nổi tiếng, phát triển từ dự án KDE, dựa trên các công cụ phát triển của GNU (gcc, make, và GDB). KDevelop có giao diện đồ họa.
- Anjuta hữu dụng để phát triển ứng dụng trên nền giao diện GNOME.
- Gambas là một môi trường phát triển có bản quyền tuân theo GPL. Gambas cho phép lập trình bằng BASIC và có các mở rộng dành cho các đối tượng. Nó tương tự như Visual Basic 6.0 trên nền Windows, nhưng được thiết kế để chạy trên Linux. Gambas sử dụng trình thông dịch của BASIC.
- OpenLDev là một môi trường phát triển có giao diện đồ họa, tích hợp sẵn nhiều công cụ như gcc, autotools và make. Trong khi các môi trường phát triển tích hợp thường cồng kềnh và khó sử dụng, thì OpenLDev lại cung cấp một giao diện rất dễ sử dũng, thích hợp cho cả người mới học lẫn các lập trình viên chuyên nghiệp.
- kinterdev
- Quanta Plus, còn gọi là Quanta, dùng để thiết kế Web
- MonoDevelop là môi trường phát triển.Net cho các hệ thống Unix, hỗ trợ C# với Mono framework.
- eric là một môi trường phát triển tích hợp dựa trên Qt. Tuy hỗ trợ được cho Java, C, HTML và nhiều ngôn ngữ khác, nhưng eric chủ yếu dành cho Python.
- Motor là một môi trường phát triển tích hợp có giao diện ký tự, dùng để lập trình C/C++ trên Linux.

### Các môi trường phát triển tích hợp miễn phí dựa trên Java
- Eclipse được thiết kế cho Java, nhưng cũng có thể dễ dàng được mở rộng để hỗ trợ thiết kế Web và các ngôn ngữ lập trình khác thông qua các plugins, như DevRocket.
- JGrasp, ngoài Java, JGrasp còn hỗ trợ Ada, VHDL, C, C++, và Objective C.
- Oracle JDeveloper hỗ trợ phát triển Java, XML, các dịch vụ web, PL/SQL, PHP,...
- jEdit là một trình soạn thảo mã được phát triển bở Slava Pestov. jEdit rất linh hoạt và cho phép cấu hình thông qua các plug-in để lập trình bằng các ngôn ngữ khác
- NetBeans được viết hoàn toàn bằng Java và có thể chạy được trên nhiều hệ điều hành khác nhau.